# 威廉·布拉德福德 (美国司法部长)
威廉·布拉德福德（William Bradford，1755年9月14日—1795年8月23日），美国律师、法官、政治家，曾任美国司法部长（1794年-1795年）。
| 前任： 埃德蒙·伦道夫 | 美国司法部长 1794年-1795年 | 繼任： 查尔斯·李 |